# Åsa Elmgren
Åsa Elmgren (* 13. August 1966 in Lund) ist eine schwedische Opernsängerin (Sopran) und Schauspielerin.

## Leben
Elmgren hat in ihrer Heimat eine Schauspielausbildung absolviert und als Schauspielerin auf Pucktheatern in Stockholm angefangen. Danach zog sie nach Österreich, um ihre Studien am Konservatorium der Stadt Wien fortzusetzen. Schon während des Studiums hat sie an professionellen Theatern gesungen. Sie ging auf längere Konzerttourneen nach Amerika und Asien.
Es folgten Engagements an Opernhäusern in Österreich, Deutschland und in der Schweiz. So war sie sechs Jahre in St. Gallen fest engagiert. Internationale Aufmerksamkeit erlangte ihre Interpretation der jungen Frau in Poulencs Einfrauoper La voix humaine.
In Wien war sie festes Ensemblemitglied der Wiener Staatsoper und hat an der Staatsoper beispielsweise mit Plácido Domingo, Leo Nucci, Renato Bruson, Rolando Villazón, Elīna Garanča, Anna Netrebko, Edita Gruberová und Agnes Baltsa gesungen und mit Dirigenten wie Peter Schneider, Franz Welser-Möst, Seiji Ozawa, Daniele Gatti, Sir Simon Rattle, Simone Young, Gerrit Prießnitz, Marco Armiliato und Fabio Luisi gearbeitet.
Sie ist ständige Gastsolistin an der Wiener Volksoper gewesen. Sie hat auch unter anderem in Hannover, Braunschweig, Coburg, Flensburg und Lübeck, sowie in Bern, Vaduz, Linz, Bregenz, Baden und St. Margareten gastiert.
Zwischen 2010 und 2013 hat Åsa Elmgren neben ihrer Tätigkeit als Solistin, Schauspiel und Gesang am Konservatorium Sunrise Studios in Wien unterrichtet.
Seit 2013 lebt sie wieder in Schweden, wo sie weiterhin international als Gesangssolistin, Schauspielerin und Pädagogin tätig ist.
Sie hat als Regisseurin einige Werke inszeniert, darunter Die Fledermaus (Kleines Wiener Operntheater) und Eine kaiserliche Geschichte in Österreich sowie Scheherazade, Cavalleria Rusticana, Barbiere di Siviglia, Nozze di Figaro, Carmen, Otello und Die Fledermaus in Schweden.
Repertoire:

### Oper
- Mozart: Don Giovanni, Donna Elvira
- Mozart: Così fan tutte, Fiordiligi
- Mozart: Die Zauberflöte, Erste Dame
- Mozart: Idomeneo, Elettra
- Beethoven: Fidelio, Marzelline
- Wagner: Götterdämmerung, 3 Norn
- Wagner: Die Walküre, Helmwige
- Verdi: I Vespri Siciliani, Elena
- Verdi: Don Carlos, Elisabetta
- Verdi: Otello, Desdemona
- Verdi: Simon Boccanegra, Amelia
- Puccini: La Bohème, Mimì
- Strauss: Arabella, Arabella
- Strauss: Elektra, 4 Magd
- Strauss: Der Rosenkavalier, Marianne Leitmetzerin
- Bizet: Carmen, Micaela
- Gounod: Faust, Marguerite
- Weber: Der Freischütz, Agathe
- Weber: Abu Hassan, Fatime
- Nicolai: Die lustigen Weiber von Windsor, Frau Fluth

### Operette
- Strauß: Die Fledermaus, Rosalinde
- Kálmán: Gräfin Mariza, Mariza
- Lehár: Die lustige Witwe,  Hanna Glawari
- Lehár: Paganini, Anna Elisa
- Lehár: Das Land des Lächelns, Lisa
- Lehár: Der Zarewitsch, Sonja
- Zeller: Der Vogelhändler, Kurfürstin

## Diskografie (Auswahl)
- Carmen, Naxos, 2005
- Teofane, Premiereopera Italy, 2000

## DVD (Auswahl)
- Carmen, St. Margarethen, 2005
- Moses und Aron, 2006